# Salamanca (ferry)
Pour les articles homonymes, voir Salamanca.
Le Salamanca  est un ferry exploité par la compagnie bretonne Brittany Ferries. Construit de 2020 à 2021 par les chantiers CMJL de Weihai, en Chine, il est le sixième navire de la classe E-Flexer, série de car-ferries aux caractéristique similaires commandés par la compagnie suédoise Stena Line. Destiné au marché de la location, il est affrété avant même le début de sa construction par Brittany Ferries. Mis en service en mars 2022 sur les liaisons reliant le Royaume-Uni, l'Irlande, l'Espagne  et la France, il est le premier navire de Brittany Ferries mais aussi le premier sous pavillon français à être propulsé au gaz naturel liquéfié (GNL).

## Histoire

### Origines et construction
Vers la fin des années 2010, la compagnie suédoise Stena Line envisage la construction d'une nouvelle classe de navires dont la plupart seraient destinés à remplacer sa flotte exploitée en mer d'Irlande. À la suite d'une étude de deux ans menée par Stena et le cabinet d'architectes Deltamarine, les caractéristiques principales de cette classe de navires, baptisée E-Flexer, sont définies, elles font état de car-ferries d'une longueur de 214 mètres disposant d'une forte capacité de roulage de l'ordre de 3 100 mètres linéaires. Avec une capacité d'un millier de passagers, il est prévu que deux ponts et demi soient entièrement consacrés à ces derniers qui pourront bénéficier des derniers standards en matière de confort. Du point de vue technique, les navires de la classe E-Flexer doivent être équipés des dernières technologies visant à rendre leur exploitation plus écologique. Ainsi, les cheminées sont dotées d'un dispositif d'épurateurs de fumées appelés scrubbers ayant pour but la réduction des émissions de soufre et les moteurs principaux, bien qu'alimentés au diesel, sont conçus de manière à pouvoir être convertis à une propulsion au gaz naturel liquéfié (GNL).
Le contrat de construction de quatre premiers navires est signé entre Stena Line et les chantiers AVIC de Weihai en août 2016. Sur ce contrat figure une option pour la réalisation de quatre navires supplémentaires. Si les quatre premières unités étaient initialement prévues pour intégrer la flotte de Stena Line, le troisième navire sera finalement annoncé comme étant affrété par la compagnie Brittany Ferries qui confirmera plus tard que deux autres navires de la classe E-Flexer, faisant partie de l'option du contrat initial, rejoindront sa flotte entre 2022 et 2023. L'armateur breton prévoit alors d'exploiter principalement ces navires sur ses liaisons reliant le Royaume-Uni à l'Espagne. Ainsi, ceux-ci sont nommés d'après des villes et régions espagnoles. Le premier navire est baptisé, Galicia, le second Salamanca et le troisième Santoña.
Mis sur cale le 23 avril 2020 au chantier AVIC de Weihai, qui deviendra par la suite le China Merchants Jinling Shipyard (CMJL) après son rachat par le groupe China Merchants, le Salamanca, baptisé ainsi d'après la province de Salamanque, est ensuite lancé le 6 janvier 2021. Identique au Galicia, premier E-Flexer destiné à naviguer pour Brittany Ferries, le navire présentera cependant une différence de taille par rapport à son jumeau dans la mesure où ses moteurs seront alimenté au GNL, une première pour un navire à passagers français. Achevé le 30 novembre 2021, le Salamanca est réceptionné par Stena Roro et affrété coque-nue par Brittany Ferries.

### Service
Le 10 décembre 2021, le Salamanca quitte la Chine et entame son voyage vers l'Europe. Après avoir effectué trois escales à Singapour, au Sri Lanka et en Arabie saoudite afin d'avitailler, il franchit le canal de Suez le 1er janvier 2022 et atteint la Mer Méditerranée. Il réalisera une escale à Malte puis à Carthagène avant de reprendre sa route. Son périple s'achève le 12 janvier lorsqu'il s'amarre au port de Bilbao. 
Francisé le 18 janvier à Santander, le Salamanca demeure dans le port espagnol avant d'appareiller le 3 février à destination de Roscoff qu'il atteint le lendemain. Deux jours plus tard, le navire prend la direction de Brest afin de servir de quartier général du One Ocean Summit, conférence internationale au sujet de la préservation des océans se tenant du 9 au 11 février. À l'occasion, l'équipage du navire reçoit dans l'après-midi la visite du président Emmanuel Macron. À l'issue du sommet, le Salamanca regagne Santander afin de subir un carénage en vue de sa mise en service. De retour dans la Manche, il commence ses rotations entre le Royaume-Uni, l'Irlande, l'Espagne  et la France le 27 mars et remplace au sein de la flotte le ferry Cap Finistère.

## Aménagements
Le Salamanca s'étend sur 11 ponts. Bien que le navire n'en compte en réalité que 9, deux d'entre eux, inexistants au niveau des garages, sont tout de même comptabilisés. Les locaux des passagers se situent sur la totalité des ponts 7 et 8 ainsi que sur une partie des ponts 9 et 10 tandis que ceux de l'équipages occupent principalement le pont 9. Les ponts 2, 3, et 5 abritent quant à eux les garages.

### Locaux communs
Le Salamanca est équipé pour ses passagers de confortables locaux dont la décoration est inspirée de la province de Salamanque. Parmi ces installations, situées en grande majorité sur les ponts 7 et 8, se trouvent le bar-salon Plaza Mayor situé au milieu du navire, le restaurant Azul situé à l'avant, le restaurant La Taberna de Tapas ainsi qu'un espace extérieur au milieu du pont 10. Le navire dispose également d'une boutique située au milieu du pont 7 ainsi que d'une salle d'exposition sur le pont 8. À l'avant du pont 8 se trouve également le salon premium C Club. 

### Cabines
Le Salamanca dispose de 341 cabines privatives situées sur les ponts 7, 8 et 9 vers l'arrière du navire. Internes ou externes, elles peuvent loger jusqu'à quatre personnes sont pourvues de sanitaires privés équipé d'une douche, d'un WC et d'un lavabo. Le navire possède également un salon de fauteuil pullman sur le pont 8.

## Caractéristiques
Le Salamanca mesure 214,50 mètres de long pour 27,80 mètres de large. Son tirant d'eau est de 6,70 mètres et sa jauge brute est de 40 500 UMS. Le navire peut embarquer 1 015 passagers et possède un garage de 3 100 mètres linéaires de roll, soit une capacité de 155 remorques, pouvant également contenir 550 véhicules et accessible par une porte-rampe arrière et une porte rampe avant. Sa propulsion est assurée deux moteurs Dual Fuel Wärtsilä 12V46DF développant une capacité de 25 200 kW entraînant deux hélices à pas variable faisant filer le bâtiment à plus de 22 nœuds. Sa cheminée est équipée de scrubbers, permettant de réduire ses émissions de soufre. Le navire est doté de deux propulseurs d’étrave et d'un stabilisateur anti-roulis à deux ailerons rétractables. Ses dispositifs de sécurité se composent de quatre embarcations de sauvetages fermées de grande taille, complétées par une embarcation semi-rigide ainsi que de nombreux radeaux de sauvetage. 

## Lignes desservies
Le Salamanca est principalement affecté aux liaisons de Brittany Ferries entre l'Irlande, la France et l'Espagne. Il assure chaque semaine depuis Rosslare deux allers-retours vers Bilbao et un vers Cherbourg.